# Долорес Ламбаша
Долорес Ламбаша (29. март 1981 — 23. октобар 2013) била је хрватска телевизијска, филмска и позоришна глумица.

## Биографија
Рођена је 29. марта 1981. године, у Шибенику. У родном граду завршила је Језичку гимназију Антуна Вранчића и средњу Музичку школу Ивана Лукачића, у којој је похађала сате клавира, гитаре, соло певања, историје музике и дириговања. Потом је у Загребу уписала, те завршила једну годину Студија кроатологије и историје на Хрватским студијима. Упознала се с глумом на Академији драмских уметности. Остварила је улоге у низу телевизијских сапуница, као што су Одмори се, заслужио си, Добре намјере, Заувијек сусједи, Закон љубави итд, а последња улога била јој је улога Тамаре Марин у серијалу Ружа вјетрова.
Преминула је 23. октобра 2013. године у болници у Славонском Броду у 32-ој години живота од последица повреда задобијених у тешкој саобраћајној несрећи која се десила истог дана рано ујутру. Сахрањена је у родном граду 25. октобра 2013. године. На сличан начин и на скоро истој деоници пута је шест година раније погинуо и македонски певач Тоше Проески. Једина је разлика у томе што је Тоше Проески погинуо, то јест, изгубио живот на лицу места несреће, а Долорес Ламбаша није погинула, била је тешко повређена у саобраћајној несрећи, па је потом преминула у болници на операционом столу од последица повреда задобијених у несрећи, где су се лекари сатима борили за њен живот.

## Филмографија
| Улоге Долорес Ламбаше |                        |               |                    |          |
| Година                | Српски назив           | Изворни назив | Улога              | Напомена |
| 2006.                 | Одмори се, заслужио си |               | Ружа               | серија   |
| 2007.                 | Право чудо             |               | председникова жена |          |
| 2007—2008.            | Добре намјере          |               | Жељка Љубас        | серија   |
| 2008.                 | Заувијек сусједи       |               | Долорес Ламбаша    | серија   |
| 2008.                 | Закон љубави           |               | Луција Нардели     | серија   |
| 2009.                 | Вјерујем у анђеле      |               | Деа                |          |
| 2010.                 | Тумор                  |               | Лена Брајковић     |          |
| 2010.                 | Најбоље године         |               | Вања Брезјак       | серија   |
| 2012—2013.            | Ружа вјетрова          |               | Тамара Марин       | серија   |